# Victoria Spivey
Victoria Spivey, född 15 oktober 1906 och död 3 oktober 1976, var en amerikansk bluessångerska och låtskrivare.